# 新島とみ

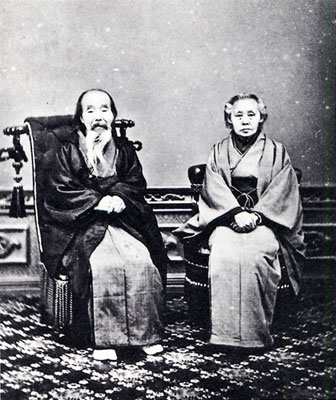
新島とみ（右）と夫・民治

新島 とみ（にいじま とみ 1807年10月10日〈文化4年9月9日〉 - 1896年〈明治29年〉1月7日）は、武蔵国浦和宿（現：埼玉県さいたま市浦和区）出身の人物。同志社大学創設者、新島襄の母。旧姓田中とみ。新島登美と表記される場合もある。

## 経歴
- 1807年 - 武蔵国足立郡浦和宿仲町の米穀問屋中田六之丞の娘として生まれる[1]。生地はその後浦和警察署→浦和商工会議所→ザ・パークハウス浦和タワーと変遷している。
- 1820年 - 14歳の春、江戸に出て、信濃国中之条陣屋の代官折井平兵衛（荒井平兵衛[2]）方にて2年の年季で奉公。
- 1822年 - 医師の雨森泉春（2代雨森宗真[3]）方に腰元奉公。
- 1825年 - 安中藩家老の尾崎直記に腰元奉公。尾崎は安中藩士の新島弁治と親しくし、その縁で民治ととみの結婚へと繋がった。
- 1831年（天保2年）4月 - 安中の新島民治と結婚。
- 1843年（天保14年） - 長男・七五三太（後の新島襄）が生まれる。
- 1887年 - 夫、民治が死去。
- 1890年（明治23年） - 息子、襄が死去。
- 1896年（明治29年） - 死去。

## 関連作品
テレビドラマ
- 『八重の桜』（2013年、NHK大河ドラマ、演：香野百合子）